# Pezicula acericola
Pezicula acericola är en svampart som först beskrevs av Peck, och fick sitt nu gällande namn av Pier Andrea Saccardo 1885. Pezicula acericola ingår i släktet Pezicula och familjen Dermateaceae.  Arten är reproducerande i Sverige. Inga underarter finns listade i Catalogue of Life.